# Старије Чечкаби
Старије Чечкаби (рус. Старые Чечкабы, тат. Иске Чәчкаб) село је у Русији у Татарстану. Налази се 100 km југозападно од Казања. Према попису становништва из 2010. у селу је живело 442 становника.
Старије Чечкаби је основан у 14. веку.

## Становништво
| Становништво |      |      |      |      |      |      |      |       |       |      |      |      |      |      |      |      |      |      |      |
| 1646         | 1721 | 1744 | 1782 | 1795 | 1834 | 1859 | 1897 | 1908  | 1920  | 1923 | 1926 | 1928 | 1949 | 1958 | 1970 | 1979 | 1989 | 2002 | 2010 |
| 5            | 59   | 62   | 74   | 325  | 309  | 411  | 900  | 1.148 | 1.009 | 839  | 726  | 819  | 833  | 734  | 717  | 688  | 512  | 463  | 442  |

На попису становништва 2002. године, у селу живе искључиво Татари, по вероисповести муслимани.